# Christophe Battaglia
 (décembre 2019).
Si vous disposez d'ouvrages ou d'articles de référence ou si vous connaissez des sites web de qualité traitant du thème abordé ici, merci de compléter l'article en donnant les références utiles à sa vérifiabilité et en les liant à la section « Notes et références ».
Pour les articles homonymes, voir Battaglia.
Christophe Battaglia, né à Marseille le 24 août 1972 est un réalisateur, compositeur, musicien et ingénieur du son français.

## Biographie
Christophe Battaglia réalise et arrange notamment pour Yannick Noah, Kendji Girac, Christophe Maé, Garou, Céline Dion, Jean-Jacques Goldman, Gildas Arzel, Anggun, Khaled, Isabelle Boulay, Natasha St-Pier, Ishtar, Carole Fredericks, Roch Voisine, Julie Zenatti, Patrick Fiori, Disiz, Les Grands Ballets de Tahiti, Tina Arena, Angélique Kidjo, Mickaël Miro, Sekai no Owari, Jean-Louis Aubert, Célina Ramsauer, LSX, Manu Dibango[pertinence contestée].
Il forme, en 2001, le groupe J.A.H.O avec Cyril Tarquiny. 
Il remporte, en 2003, une victoire de la chanson originale pour son arrangement de la chanson de l'année[réf. nécessaire] Sous le vent du duo Garou-Céline Dion.
Il est propriétaire du studio la Battamobile.

## Discographie

### Compositeur
- 2000 : Écoute (Yannick Noah)
- 2001 : When I See Your Eyes (Ishtar)
- 2003 : Si pour te plaire (J.A.H.O)
- 2003 : Et si le Monde (Sandrine François)
- 2004 : C'est là (Yannick Noah)
- 2006 : Et si d'aventure (Cylia)
- 2007 : Aux arbres citoyens (Yannick Noah)
- 2007 : La Vie nous donne (Yannick Noah)
- 2011 : La Vie comme elle te va (Célina Ramsauer)
- 2018 : Jamais aussi loin (Célina Ramsauer)
- 2020: Faudrait qu'on s'en souvienne (Célina Ramsauer)
- 2022: En Chemin (Célina Ramsauer)

### Réalisateur - arrangeur - ingénieur
- 1999 : Couleurs et Parfums (Carole Fredericks)
- 1999 : Jean-Jacques Goldman : BO de Astérix et Obélix contre César
- 1999 : Kenza (Khaled)
- 1999 : In Deep (Tina Arena)
- 2000 : Seul (Garou)
- 2000 : Yannick Noah (Yannick Noah)
- 2000 : Mieux qu'ici-bas (Isabelle Boulay)
- 2000 : Désirs contraires (Anggun)
- 2001 : Just Me (Tina Arena)
- 2001 : Autour de nous (Gildas Arzel)
- 2002 : Dans les yeux d'un autre (Julie Zenatti)
- 2002 : Black Ivory Soul (Angélique Kidjo)
- 2002 : De l'amour le mieux (Natasha St-Pier)
- 2002 : Patrick Fiori (Patrick Fiori)
- 2003 : Une fille et quatre types (Céline Dion)
- 2003 : Roch Voisine (Roch Voisine)
- 2003 : J.A.H.O (J.A.H.O)
- 2004 : Pokhara (Yannick Noah)
- 2004 : Comme vous (Julie Zenatti)
- 2005 : Quand vous êtes là - DVD (Yannick Noah)
- 2005 : Métisse(s) (Yannick Noah)
- 2006 : Charango (Yannick Noah)
- 2007 : Un autre voyage - DVD (Yannick Noah)
- 2007 : Tout et trois fois rien (Célina Ramsauer)
- 2008 : 2.0 (J.A.H.O)
- 2010 : Frontières (Yannick Noah)
- 2011 : Ensemble (Célina Ramsauer)
- 2013 : Le Temps des sourires (Mickaël Miro)
- 2014 : Combats ordinaires (Yannick Noah)
- 2015 : Transmission (Célina Ramsauer)
- 2015 : La Folie LSX
- 2016 : L'Attrape-rêves (Christophe Maé)
- 2018 : 8 (Célina Ramsauer)
- 2020: Faudrait qu'on s'en souvienne (Célina Ramsauer)
- 2020: Autoportrait (Hugues Aufray)
- 2022: En Chemin (Célina Ramsauer)